# 波赫约拉的女儿
《波赫约拉的女儿》，作品49，（英語：Pohjola's Daughter），是芬兰作曲家西贝柳斯于1906年创作的交响诗，题材取自芬兰史诗《卡勒瓦拉》。